# Sternerbund
Der Sternerbund oder auch Rittergesellschaft bzw. Ritterbund vom Sterne (oft einfach auch nur die Sterner genannt) war ein Bündnis von Gegnern der Landgrafschaft Hessen, das um 1370 gegründet wurde und sich nach dem gegen die Landgrafschaft verlorenen Sternerkrieg 1373 auflöste. Der Bund kämpfte gegen die Expansionspolitik des Landgrafen Heinrich II. von Hessen und dessen Neffen und Mitregenten Hermann II.

## Entstehung
Als Zeitpunkt seiner Entstehung wird ein Besuch Friedrichs von Lißberg am 5. Oktober 1369 bei Herzog Otto von Braunschweig-Göttingen (genannt: der Quade) in Münden vermutet. Friedrich war damals im Besitz der Burg Herzberg und nannte sich deshalb auch Friedrich von Herzberg. Hauptakteure des Bundes waren:
- Herzog Otto I. von Braunschweig-Göttingen
- die Grafen Gottfried VII. und Gottfried VIII. von Ziegenhain
- Erzbischof Johann von Luxemburg-Ligny von Mainz
- Bischof Heinrich von Spiegel zum Desenberg von Paderborn
- Graf Johann I. von Nassau-Dillenburg
- die Grafen Diether VIII., Wilhelm II. und Eberhard von Katzenelnbogen
- Graf Engelbert III. von der Mark
- Graf Heinrich VI. von Waldeck[1]
- Fürstabt Konrad IV. von Fulda,
- Abt Berthold II. von Hersfeld
- Werner II. von Falkenberg und weitere Mitglieder seiner Familie,
- Philipp VII. von Falkenstein
- Ulrich IV. von Hanau
- Eberhard und Johann von Isenburg
- Johann und Ludwig von Linsingen
- Friedrich von Lißberg
- Dietrich von Runkel
- Reinhard von Westerburg

sowie Mitglieder der Familien
- Eisenberg,
- Eppstein,
- Hanstein,
- Hatzfeld,
- Helfenstein,
- Hune,
- Krach.

## Organisation
Der Bund war eine geschlossene Korporation von Fürsten, Grafen, Herren, Rittern und geistlichen Herrschaften, unter der Führung von gewählten Bundeshauptleuten. Als Bundeshauptmann werden Graf Gottfried VII. von Ziegenhain, nach dessen Tod sein Sohn Gottfried VIII., sowie Herzog Otto von Braunschweig-Göttingen genannt.  Neben diesen waren die führenden Kräfte im Bund die Abtei Hersfeld und Kurmainz.
Das Bundeskapitel wurde in der Burg Ziegenhain abgehalten. Die Grafen von Ziegenhain führten einen sechsstrahligen Stern in ihrem Wappen und auch der Bund hatte einen solchen Stern als Erkennungszeichen (Ritter trugen einen goldenen Stern, Knappen einen silbernen). Davon leitet sich der Name ab.
Der Bund konnte mehr als 2000 Bewaffnete aufbieten und seine Mitglieder besaßen etwa 350 Burgen. Ihr Besitz lag in Nieder- und Oberhessen, der Wetterau, im Rheinland, in Thüringen, Sachsen und Westfalen.

## Interessen
- Herzog Otto von Braunschweig-Göttingen versuchte mit Hilfe der Sterner Erbansprüche als Enkel des Landgrafen Heinrich II. von Hessen auf die Landgrafschaft durchzusetzen.
- Die Grafen Gottfried VII. und Gottfried VIII. von Ziegenhain versuchten, sich der immer mächtiger werdenden Landgrafschaft Hessen erwehren. Da die Grafschaft Ziegenhain Ober- und Niederhessen voneinander trennte, waren die hessischen Landgrafen bestrebt, ihre beiden größten Landesteile über das Gebiet der Ziegenhainer zu vereinigen. Außerdem war Gottfried VIII. mit Agnes von Braunschweig-Göttingen, einer Schwester Herzog Ottos, verheiratet. Die zugesagte Mitgift von Seiten Herzog Ottos stand noch aus, denn dieser konnte nicht zahlen. Hier versprach ein Sieg über Hessen und die Durchsetzung der Interessen Herzog Ottos gegenüber der Landgrafschaft Abhilfe.
- Wie die Grafen von Ziegenhain fühlten sich zahlreiche Nachbarn von der erstarkenden Landgrafschaft Hessen bedrängt. Dazu zählten zahlreiche Ritter in deren Einzugsgebiet, aber auch die Reichsabtei Fulda.
- Das Kurfürstentum Mainz befand sich in einer permanenten Konkurrenzsituation mit der Landgrafschaft um die Vormachtstellung im hessischen Raum.
- Die Abtei Hersfeld stand im Streit mit der Stadt Hersfeld. Der Abt versuchte seine Macht durch die Koalition mit den Sternern zu stärken.

Folge dieser Koalition und dieser Interessenlagen war der Ausbruch des Sternerkrieges, der 1372 begann.

## Ende
Nach dem verlorenen Krieg löste sich der Sternerbund schon ab 1373 wieder auf, als einzelne „Sterner“ nach militärischen Niederlagen Friedensverträge mit der Landgrafschaft Hessen schlossen.
Aus den Fragmenten des Sternerbundes gingen unterschiedliche Vereinigungen hervor, kleine Gesellschaften, die nur regionale Bedeutung hatten. Die bekanntesten darunter waren die „Gesellschaft von der alten Minne“ (gegründet von Johann von Nassau-Dillenburg), die „Gesellschaft vom Falken“ in Nordhessen, die „Zweite westfälische Rittergesellschaft“ oder der „Benglerbund“. Auch dem „Löwenbund“, der sich vor allem in Süddeutschland ausbreitete und 1375 gegründet wurde, werden Beziehungen zu den Sternern nachgesagt. Nachdem Herrmann II. und Otto sich schließlich 1375 geeinigt hatten, gründeten sie 1390 gemeinsam die „Gesellschaft von der Sichel“. Ein weiteres Bündnis auf Seiten der Landgrafen war die „Gesellschaft vom Horne“.

## Bewertung
Die Tatsache, dass der „Sternerbund“ in der nachfolgenden Zeit als Rittergesellschaft bewertet wurde, obwohl die führenden Kräfte ständisch höher standen (Grafen, Fürsten, Bischöfe, Äbte), weist darauf hin, dass hier – ebenso wie bei den Nachfolgegesellschaften – ein idealisierendes Bild vom Ritter hineinspielt, mit dem im ausgehenden Mittelalter der faktische Bedeutungsverlust der Ritterschaft von den Betroffenen zu kompensieren versucht wurde.